# تواپلن
تواپلن (انگلیسی: Toaplan) شرکت بازی ویدئویی ژاپنی است، که در سال ۱۹۷۹ تأسیس شد.